# Kepler-22
Kepler-22 – żółty karzeł typu widmowego G znajdujący się w odległości około 620 lat świetlnych od Ziemi w gwiazdozbiorze Łabędzia. 5 grudnia 2011 roku ogłoszono odkrycie przy użyciu Kosmicznego Teleskopu Keplera, w którego polu widzenia znajduje się Kepler-22, pierwszej planety (Kepler-22b) znajdującej się w ekosferze gwiazdy.

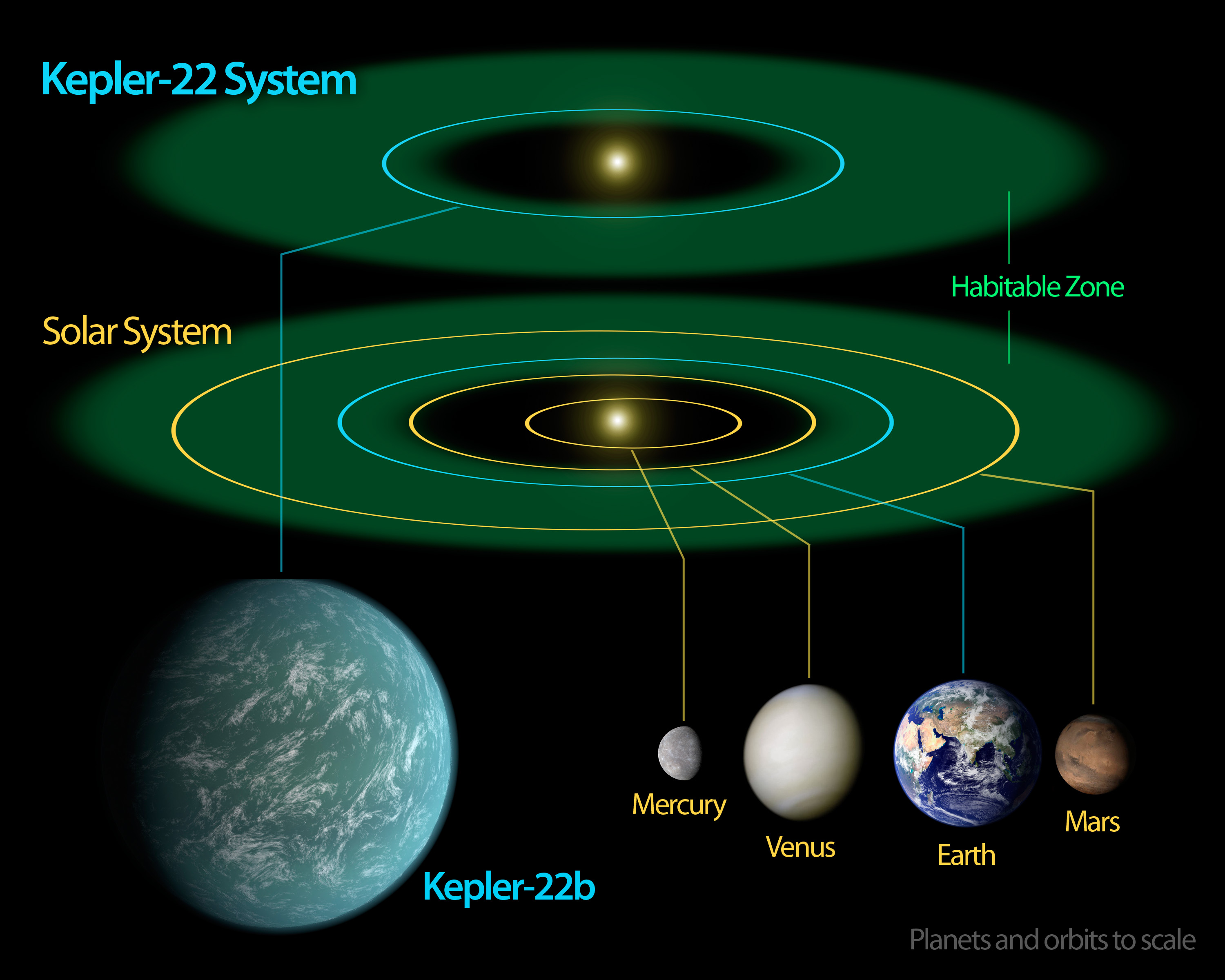
Porównanie orbit i wielkości planet układu Kepler-22 i Układu Słonecznego

## Charakterystyka
Kepler-22 jest żółtym karłem typu widmowego G5, promień gwiazdy wynosi 0,97 promienia Słońca, zaś masa równa się 0,98 masy gwiazdy Układu Słonecznego – jest więc obiektem bardzo zbliżonym pod względem budowy do Słońca. 